# ادوارد آنهالت
ادوارد آنهالت (به انگلیسی: Edward Anhalt) (زاده ۲۸ مارس ۱۹۱۴ در نیویورک سیتی - درگذشته ۳ سپتامبر ۲۰۰۰ در پسیفیک پلسیدس، لس‌آنجلس) یک فیلم‌نامه‌نویس، کارگردان فیلم‌های مستند، و تهیه‌کننده اهل ایالات متحده آمریکا بود.

## جوایز
وی در سال ۱۹۶۴ برنده جایزه اسکار بهترین فیلم‌نامه اقتباسی شد.

## بخشی از فیلم‌شناسی
- ۱۹۵۰: وحشت در خیابان‌ها  به کارگردانی الیا کازان
- ۱۹۵۲: تک‌تیرانداز (فیلم ۱۹۵۲) به کارگردانی ادوارد دمیتریک
- ۱۹۵۲: اعضای مراسم عروسی (فیلم) به کارگردانی فرد زینمان
- ۱۹۵۸: شیرهای جوان (فیلم ۱۹۵۸)
- ۱۹۶۱: وحشی‌های جوان
- ۱۹۶۲: دختران! دختران! دختران!
- ۱۹۶۴: بکت (فیلم ۱۹۶۴) به کارگردانی پیتر گلنویل
- ۱۹۶۵: وسوسه شیطانی
- ۱۹۶۷: ساعت اسلحه
- ۱۹۷۲: جرمایا جانسون به کارگردانی سیدنی پولاک
- ۱۹۷۵: مردی در اتاق شیشه‌ای به کارگردانی آرتور هیلر
- ۱۹۷۹: فرار به آتن
- ۱۹۸۵: پیمان هالکرافت (فیلم)